# Iso-Paljo
Iso-Paljo är en sjö i kommunen Gustav Adolfs i landskapet Päijänne-Tavastland i Finland. Sjön ligger 104,6 meter över havet. Arean är 73 hektar och strandlinjen är 7,48 kilometer lång. Sjön  ingår i Kymmene älvs huvudavrinningsområde.   Den ligger omkring 84 km norr om Lahtis och omkring 180 km norr om Helsingfors. 
I sjön finns arna Manunsaari och Kelarinsaari. 